# Goulmima

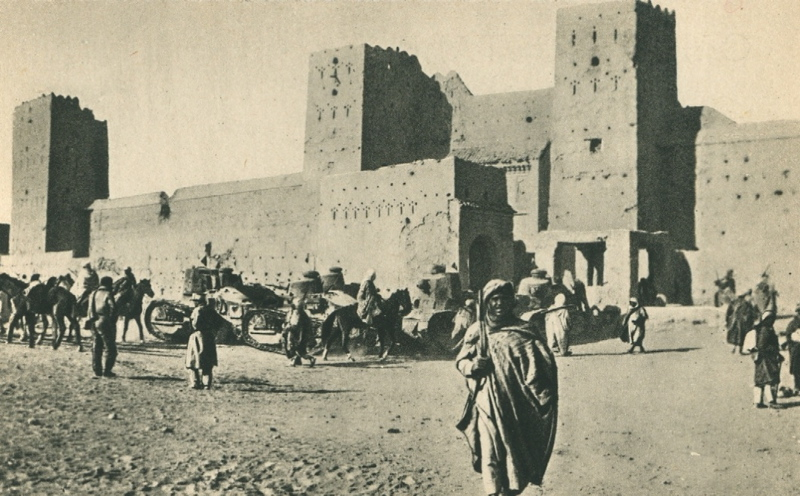
Blindés français à Goulmima, dans les années 1930.

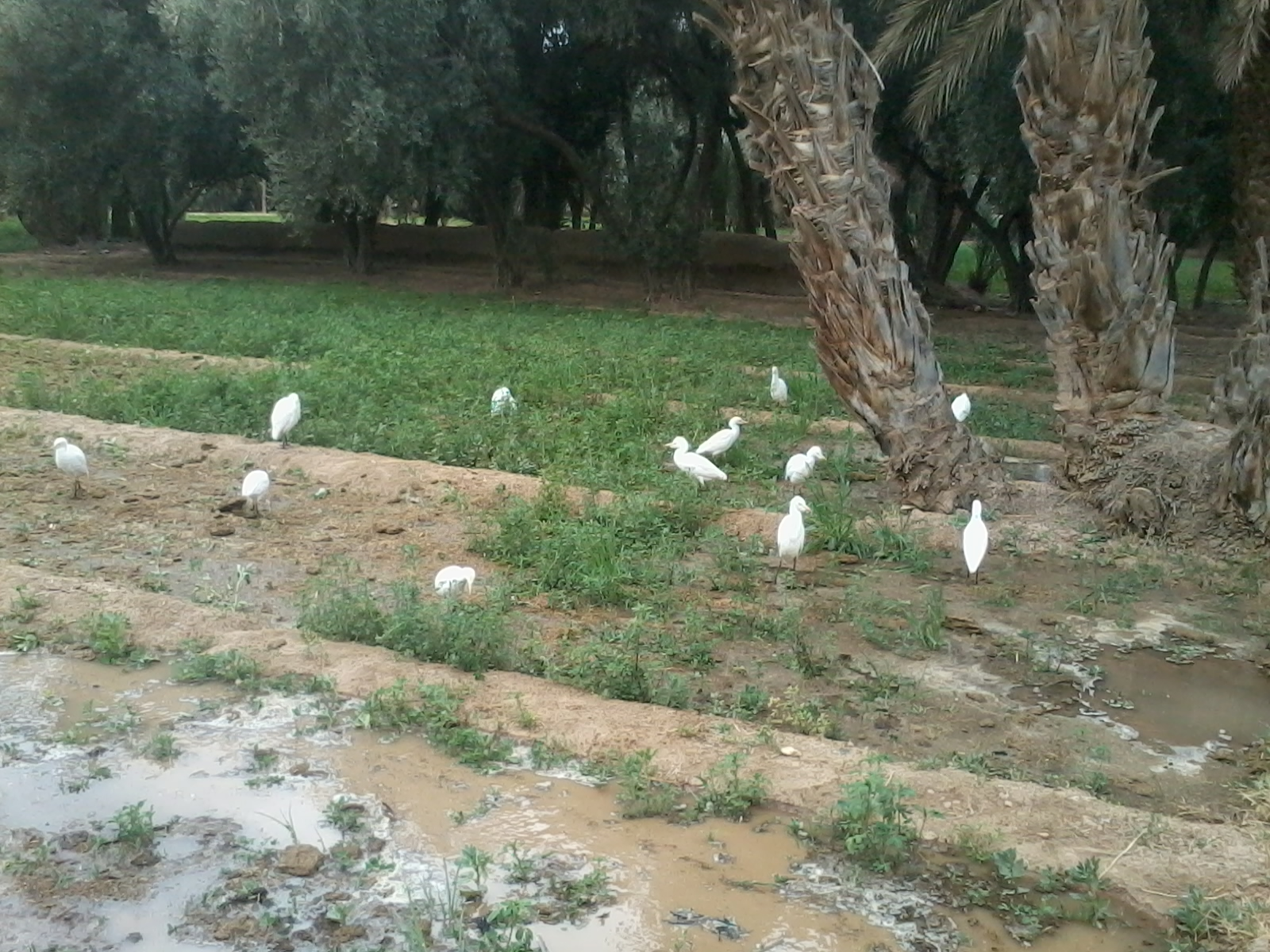
Paysage de Goulmia.

Goulmima ou Igoulmimen (arabisation du mot berbère: Igwelmimen, qui veut dire les lacs en tamazight), en arabe : كلميمة, en berbère : ⵉⴳⵯⵍⵎⵉⵎⵏ), est une oasis agricole (plus de 100 000 palmiers, cultures vivrières, céréales, luzerne) situé au Maroc, dans la région de Drâa-Tafilalet. Elle est arrosée par l'oued Ghéris, issu du Haut Atlas central.
Goulmima, comme d'autres localités du Tafilalet, possède de nombreux igherman (villages fortifiés en berbère). L'un des plus importants, Ighrem n'Igoulmimen, est en cours de « réhabilitation », mais cette architecture de terre, fragile, risque de disparaître ou d'être dénaturée, du fait de l'abandon, des adjonctions parasites et des « restaurations » maladroites.

## Histoire
L'oasis de Goulmima est visitée par les explorateurs Charles de Foucauld et Mardochée Aby Serour le 30 avril 1884, en provenance du Drâa et se rendant vers l'Algérie. Le pays était alors en guerre, les tribus Aït Atta et Aït Merghad rivalisaient pour le contrôle de l'oasis, alors encore aux mains des premiers, selon les récits des anciens cela s'est produit alors que les Aït Atta étaient partis célébrer l'aïd dans d'autres localités.

## Géographie
Goulmima se situe dans une oasis ; ses géomorphosites sont réputés pour leur beauté. Le gouvernement considère qu'il s'agit là d'un terrain favorable à la promotion du géo-éco-tourisme dans la région.

## Démographie
La population de Goulmima a connu une hausse annuelle d'environ 10 % entre les deux derniers recensements de 1994 et de 2004, passant de 16 593 à 43 516 habitants.

### Région de Ghéris
Le Ghéris est une région située au Maroc, connue pour ses traditions amazighes, notamment dans l'artisanat et le tissage. La culture amazighe, riche et diverse, valorise fortement le savoir-faire traditionnel transmis de génération en génération.
Parmi ses traditions les plus connues nous trouvons :

#### Abizar
Signification : En amazigh, "Abizar" signifie "mon frère". Ce terme est utilisé symboliquement dans le contexte du tissage pour évoquer la fraternité et la transmission des savoirs au sein des familles et des communautés.
Savoir-faire : Le tissage d'Abizar se réfère aux techniques et motifs particuliers associés à cette région, souvent transmis entre membres de la famille. Les motifs créés peuvent symboliser des liens familiaux et des aspects culturels spécifiques.

#### Toudrist
Signification : "Toudrist" se traduit par "enseignant" ou "enseignante" en amazigh. Ce terme est utilisé pour désigner les artisans expérimentés qui enseignent les techniques de tissage.
Rôle dans la transmission : Les Toudrist sont responsables de la transmission des compétences artisanales aux nouvelles générations. Ils forment les jeunes aux techniques de tissage, à l'utilisation des métiers à tisser, et à la préparation des matériaux comme la laine.